# Nueve Millas
Nueve Millas es una banda de reggae formada en el año 2002, radicada en la ciudad de Mendoza, en la región de Cuyo, Argentina. El nombre «Nueve Millas» alude al asentamiento de nombre Nine Miles que se encuentra a esa distancia de la ciudad de Kingston, Jamaica.

## Historia
Las primeras canciones fueron compuestas a principios de 2002 con equipos e infraestructura precaria, aunque a pesar de ello, llegaron a tener popularidad en provincias del interior de Argentina. En los años siguientes, el material discográfico se difundió a través de Internet, permitiendo a productoras de Uruguay, Chile y Bolivia gestionar el viaje de Nueve Millas hasta estas localizaciones. Esta difusión internacional también permitió el intercambio cultural cuando el grupo multimedia francés de Lomé, Togo “Lomelankolik”  incluyó «Voy a ti» y «Gracias y Alabanzas» como temas musicales del documental Doto Silence! sobre el gueto en esta ciudad de Francia.
Desde el año 2005 hasta la actualidad, varios músicos de Nueve Millas forman parte de la banda en vivo para las presentaciones del cantautor José Gahona con su proyecto Zona Ganjah. Gracias a esto ambos proyectos (Nueve Millas y Zona Ganjah) «se enriquecieron musical y emocionalmente», según comentarios de integrantes de ambos proyectos. Este intercambio también permitió el viaje de Nueve Millas a Antofagasta.
Como características inusuales podemos mencionar que la voz principal en cada canción es ejecutada por un músico diferente, por lo que se van turnando los vocalistas. Otra característica es que en las presentaciones en vivo se proyectan visuales producidas por los mismos músicos.
En su sitio web, los integrantes de Nueve Millas admiten que su música no tiene esperanzas de llegar a ser efectiva comercialmente. Asimismo, afirman que siguen creando e interpretando su música con el propósito de «sentir algo bueno y contagiar ese sentimiento a los oyentes».

## Integrantes
| Miembro            | Tiempo                     | Participación en Nueve Millas | Otras actividades |  |
| ------------------ | -------------------------- | --- | --- |  |
| Francisco Vanini   | 2002-presente              | Bajo, voces, composición, producción, arreglos, sonido, prensa, fundador de Nueve Millas                                                                                  | Ha tocado en Viaje a Zion y Zona Ganjah. |  |
| Matias Trillini    | 2002-2008 // 2010-2011     | Batería, arreglos, producción. | Ha tocado con Zona Ganjah, Raíces reggae roots, Real Inspirazion. |  |
| Gonzalo Arriagada  | 2003-2018                  | Guitarra, voces, producción, arreglos | Ha tocado en Real Inspirazion, Zona Ganjah. Estudió guitarra en la U.N.Cuyo. |  |
| Pablo Budassi      | 2004-presente              | Teclados, melódica, voces, composición, producción, técnico de grabación, edición, mantenimiento del sonido y escenario, producción de visuales, mantenimiento sitio web. | Vocalista de Planta de Asombro. Ha tocado en Pompety boom, Zona Ganjah, Viaje a Zion. |  |
| Nicolás Budassi    | 2004-presente              | Trompeta, saxo tenor, voces, composición, producción, arreglos, producción de visuales.                                                                                   | Vocalista en los temas del disco "SkanKing Ganjazz!". Ha tocado en Biciswing, Viaje a Zion, Tango XXI, Cobla la donya, Zona Ganjah, Pompety boom. Estudia piano, clarinete y composición musical en la U.N.Cuyo. |  |
| Emanuel Giménez    | 2005-2008                  | Guitarra, voces. | Ha tocado en Antiguas Momias de Egipto. |  |
| Carlos Álvarez     | 2006-2010                  | Trompeta, percusión, composición, arreglos. | Ha tocado con Sparkling band, Banda turista. |  |
| Matias Bruno       | 2007                       | Teclados | Ha tocado en Raíces Reggae Roots, Down Beat, Jupiter Reggae. |  |
| Federico Balza     | 2007-2012                  | Flauta traversa, melódica, saxo alto, saxo tenor, bajo, voces, composición, producción, arreglos, edición, masterización.                                                 | Ha tocado en Federico Balza Jazz Quartet, Jungle Fever Funk, Jazz Into Hey Mono, Sol de Noche Reggae, Códigos Postales (Perú), Orquesta Sinfónica Juvenil de la Universidad Nacional de Cuyo, Fonograma Electro - Jazz, Altertango, Balette estable de El Kallo. Estudió guitarra, flauta traversa y paino en Conservatorio Provincial de Bahía Blanca. Egresado de la Licenciatura en Música especialidad Flauta Traversa (U.N.Cuyo). |  |
| Maira Blanc        | 2007-2009                  | Coros, voces líder, diseño de afiches. | Canta en el Coro de cámara Artística Julián Aguirre. Estudio en la Escuela de Música de Neuquén. |  |
| Diego Giménez      | 2007-2009 // 2011-presente | Batería, percusión, voces, composición, producción, diseño arte disco, diseño sitio web.                                                                                  | compositor en Ciudad Jardín Música (CJM). Ha tocado en Playdoll( Punk Bolivia)- Anomalía(Harcore Bolivia), Matamba y Zion ( Reggae Bolivia), Zona Ganjah, El Cogoyo (DVD vivo 2017 mza arg),Hormigas de Fuego 2018 , |  |
| Jorge Darío Sosa   | 2007-2010                  | Filtros y efectos, percusión, voces, ambientación musical. | Ha tocado con El cogoyo, Zona Ganjah, Kumbia Dub, Wiid Familia, Oye Primate. |  |
| Gerardo Soria      | 2008-presente              | Saxo alto, saxo tenor, saxo soprano, mantenimiento del escenario. | Ha tocado en Biciswing, La banda loca y sus Chupacuetes, Banda Turista. |  |
| Leandro Buzone     | 2008-2012                  | Teclados. | Ha tocado con Real inspirazion, Zona Ganja, Down Beat. |  |
| Horacio Farina     | 2009-2011                  | Ingeniero de sonido, monitorista, filtros y efectos, ambientación musical, diseño de afiches, fotografía, video, escenografía, iluminación                                | Ha trabajado en productoras audiovisuales de México, Cuba, Brasil y Argentina. Performó como dj en competencias de surf y acompañando diversas bandas. Ha participado activamente en Ballet estable El Kallo, Jerejef, La Sonora Visual Dub. |  |
| Emiliano Quinteros | 2010-2011                  | Guitarra, voces, sonido. | Vocalista de Real Inspirazion. Ha tocado con Venite Quique, Guerreros Binghi. |  |
| Luis Rubins        | 2010-2017                  | Percusión, composición, voces. | Ha tocado en Real Inspirazion, Jerejef, Colectivo El Kallo. |  |
| Roberto Rodríguez  | 2011-presente              | Trombón. | Ha tocado en Biciswing y en La banda loca y sus Chupacuetes. |  |
| Gabriel Todaro     | 2012                       | Teclados. | Ha tocado con Peces Pretos, Viento Roots, Zona Ganjah. Produjo el disco de Ciudad Jardín. |  |
| Marcelo León       | 2012-2013                  | Teclados, guitarra. | Ha tocado en Los de abajo, Kindamba. |  |

## Discografía
- Poder Natural (demo) (2003)
- Viaje a Zion Vol.I (2004)
- Nueve Millas roots instrumental (2005)
- Viaje a Zion Vol.II (2006)
- Nine Miles From Kingston (2008)
- Nine Miles From Kingston DUB (2009)
- Compilado Buenas Vibraciones vol.4 (2009)
- Compilado Reggae del País vol.1 (2010)